# Xenarthra
Xenarthra là một nhóm động vật có vú nhau thai tồn tại ngày nay ở châu Mỹ và gồm thú ăn kiến, lười cây, và tatu. Chúng xuất hiện vào thế Paleocene, sớm nhất khoảng 59 triệu năm trước ở Nam Mỹ.